# Forsythia ×intermedia
Hybride
Parent  A  de l'hybridation 
  Forsythia suspensa 
×

Parent  B  de l'hybridation 
  Forsythia viridissima 
Classification phylogénétique
Forsythia ×intermedia Zabel, 1885, le Forsythia hybride ou Forsythia de Paris, est une espèce de plantes à fleurs de la famille des Oléacées. C'est un arbuste ornemental aux fleurs jaunes.

## Historique
C'est l'hybride entre les espèces Forsythia suspensa et Forsythia viridissima. Les avantages des deux espèces ont été ainsi conjugués. Le Mimosa de Paris, nom populaire du Forsythia dans la France de la Belle Époque, est un de ses hybrides d'origine allemande. L'horticulteur et grainetier allemand Hermann Zabel formé à l'école forestière de Münden en Basse-Saxe, près de Hanovre, réalise une première production commerciale de ces forsythies avant 1880. Elle se répandit dans les jardins de l'Europe tempérée dans les décennies suivantes.
Cette variété de Forsythia xintermedia, dont les anciennes variétés Hermann Sax, possède en général en partie basse un port raide, et ses rameaux supérieurs montrent une tendance à s'étaler, voire à retomber. Elle peut atteindre deux ou trois mètres de hauteur. Les fleurs, groupées par deux ou trois, sont d'un jaune foncé soutenu. Elles apparaissent en mars ou au début d'avril, avant la pousse du feuillage caduc. Les feuilles ovales ou oblongues, allongées ou lancéolées, sont souvent tripartites et sont longues parfois d'une douzaine de centimètre.
Les jardiniers de Prusse ont ensuite créé des cultivars d'aspect magnifique. Späth à Berlin vers 1900 invente la variété Spectablis, dotée de grandes fleurs à cinq ou huit lobes, jaune d'or foncé et brillant, sur les grands et jeunes rameaux supérieures courbés.
Les jardiniers irlandais de Dublin créent vers 1935 la variété Lynwood Gold, exacerbant les caractéristiques de Spectabilis, mais avec un port plus raide et une rusticité accrue. Les horticulteurs britanniques ou américains semblent avoir repris le flambeau de l'invention de cultivars. Les fleurs les plus grandes dépassent cinq centimètres. La gamme des jaunes est explorée, avec des reflets mat à brillant, rougeâtre à orangé.

## Cultivars
Les cultivars parmi les plus communs en France sont : 'Boucle d'or', 'Lynwood', 'Marée d'Or', 'Mélée d'Or', 'Spectabilis' et 'Weekend'. 
Il existe des sujets nains dont le cultivar 'Arnold Dwarf' qui se marcotte naturellement.

## Généralités horticoles
Mars et avril, mois de floraison, sont aussi recommandés pour la plantation printanière de l'espèce. La plantation automnale peut s'effectuer de septembre à décembre. Un arrosage copieux et régulier des jeunes plants peut s'avérer nécessaire.
Une taille après la floraison, en mai, est recommandée pour assurer aux sujets adultes un bon renouvellement des tiges. Un tiers des plus vieilles tiges à ras du sol peut être coupé. Les haies sont aussi taillées durant cette période pour favoriser la floraison de l'année prochaine.
La multiplication peut s'effectuer par marcottage des tiges souples entre le printemps et la fin de l'été. Il est aussi possible de prélever des boutures ligneuses en automne.